# Gilbert Dussier
Gilbert Dussier est un footballeur international luxembourgeois né le 23 décembre 1949 à Oïcha-Beri (Congo belge) et décédé le 3 janvier 1979.

## Biographie
Ce joueur évoluant comme attaquant a débuté au Red Boys Differdange où il s'est révélé : il devient international luxembourgeois le 24 février 1971 à Rotterdam (Pays-Bas-Luxembourg, 6-0) Puis en 1974, il est repéré par le club sarrois SVR Völklingen qui à l'époque évolue en D2 allemande. Il est recruté l'année suivante par Nancy. Mais il se trouve en concurrence avec Laurent Pokou à la pointe de l'attaque. Aussi, en 1978, il rejoint Lille puis Waterschei THOR, en Belgique. Mais le 3 janvier 1979, Gilbert Dussier décède d'une leucémie à l'âge de 29 ans.

## Palmarès
- International luxembourgeois de 1971 à 1978.
- Il marqua le but égalisateur contre le Liverpool FC lors du 1e tour de la coupe des clubs champions le 19 septembre 1973
- Champion de France D2 en 1978 (avec Lille OSC)

## Autres sources
- Jacques Ferran et Jean Cornu, Football 77 cf. page 52, Les Cahiers de l'Équipe, 1976.